# The Zombie Survival Guide
The Zombie Survival Guide (O Guia de Sobrevivência a Zumbis, em português) é um livro do escritor norte-americano Max Brooks publicado em 2003. O livro mistura terror e humor a fim de criar um guia para ajudar cidadãos comuns a defenderem-se de um ficcional ataque zombie de várias intensidades. O livro também chegou a lista de mais vendidos do The New York Times em março de 2010.

## Resumo
O livro é basicamente divido em 7 partes: "Os Mortos-Vivos: Mitos e Realidades" (conta como age o ficcional vírus que cria os zumbis, o Solanum, e como os zumbis se comportam física e mentalmente), "Armas e Técnicas de Combate" (faz uma descrição de diversos tipos de armas, de armas brancas a armas de fogo, e a sua eficiência contra os mortos-vivos), "Na Defesa" (contem uma descrição de possíveis locais que pode ser usados para se defender de um ataque e como aumentar as suas defesas), "A Fuga"(da dicas se você precisar deixar o seu local seguro durante o ataque e que tipos de meio de transporte devem ser usados para cada tipo de terreno ou situação), "O Ataque" (caso o sobrevivente queira atacar e eliminar os zumbis, o livro oferece táticas para com cada tipo de arma ou situação), "Vivendo em um Mundo de Mortos-Vivos" (se a infestação zumbi se tornar muito grande e consumir todo o mundo, ele te oferece opções de como se manter vivo, encontrar um novo lugar para morar e depois começar a reconstruir a civilização) e "Ataques Registrados"(conta diversos ataques ficcionais, mas tratados como verdadeiros no livro, para servir de exemplo de demonstrar como as pessoas lideram com o problema de zumbis pela história, sendo que dois ataques no livro se passam no antigo Egito,e Saint Thomas, US Virgin Islands.

## Quadrinhos
Em 2009 foi publicado pela Random House um HQ baseado no livro chamado The Zombie Survival Guide: Recorded Attacks. O HQ conta alguns dos ataques registrados pelo livro de Brooks. O HQ é ilustrado pelo brasileiro Ibraim Roberson.

## Filme
Os três livros sobre zumbis de Brooks, The Zombie Survival Guide, The Zombie Survival Guide: Recorded Attacks e World War Z já estão confirmados para virarem filme , tendo Brad Pitt como ator do último. O primeiro a ser lançado vai ser World War Z em 2012, depois The Zombie Survival Guide em 2014 e The Zombie Survival Guide: Recorded Attacks ainda não tem data de lançamento.